# Visconde de São Sebastião
Visconde de São Sebastião é um título nobiliárquico criado por D. Luís I de Portugal, por Decreto de 8 de Agosto de 1872, em favor de José Maria Henriques de Azevedo.
Titulares
1. José Maria Henriques de Azevedo, 1.º Visconde de São Sebastião;
2. Luís Henrique Charters de Azevedo, 2.º Visconde de São Sebastião.

Após a Implantação da República Portuguesa, e com o fim do sistema nobiliárquico, usaram o título: 
1. Luís Filipe da Silveira e Couto Charters de Azevedo, 3.º Visconde de São Sebastião;
2. Tomás Inácio Correia da Costa e Vasconcelos da Silveira Charters, 4.º Visconde de São Sebastião;
3. Patrícia Fernandes Cruz Charters, 5.ª Viscondessa de São Sebastião.